# Tributylsilan
Tributylsilan ist eine chemische Verbindung aus der Gruppe der siliciumorganischen Verbindungen.

## Gewinnung und Darstellung
Tributylsilan kann in einem zweistufigen Prozess aus Tetraethoxysilan gewonnen werden. Dazu wird dieses zunächst mit n-Butyllithium bei −78 °C zu Ethoxy(tri-n-butyl)silan umgesetzt, das dann anschließend mit Diisobutylaluminiumhydrid (DIBAL-H) bei −78 °C zu Tributylsilan reduziert wird.
{\displaystyle \mathrm {Si(OC_{2}H_{5})_{4}+3\ Li{-}CH_{2}CH_{2}CH_{2}CH_{3}{\xrightarrow {-78\,{}^{\circ }C}}} }{\displaystyle \mathrm {\ Si(OC_{2}H_{5})(CH_{2}CH_{2}CH_{2}CH_{3})_{3}+3\ LiOC_{2}H_{5}} }
{\displaystyle \mathrm {Si(OC_{2}H_{5})(CH_{2}CH_{2}CH_{2}CH_{3})_{3}+\ HAl(CH_{2}CH_{2}CH_{2}CH_{3})_{2}{\xrightarrow {-78\,{}^{\circ }C}}} }{\displaystyle \mathrm {\ HSi(CH_{2}CH_{2}CH_{2}CH_{3})_{3}+3\ Al(OC_{2}H_{5})(CH_{2}CH_{2}CH_{2}CH_{3})_{2}} }

## Eigenschaften
Tributylsilan ist eine farblose Flüssigkeit mit einem Flammpunkt von 83 °C.

## Reaktionen
Durch Umsetzung mit Halogenen oder Halogenwasserstoff in Gegenwart von Aluminiumhalogenid als Katalysator kann das entsprechende Halogentributylysilan hergestellt werden:
{\displaystyle \mathrm {HSi(CH_{2}CH_{2}CH_{2}CH_{3})_{3}+\ X_{2}{\xrightarrow {-80\,{}^{\circ }C}}} }{\displaystyle \mathrm {\ XSi(CH_{2}CH_{2}CH_{2}CH_{3})_{3}+\ HX\ \ \ X=Cl,Br} }
{\displaystyle \mathrm {HSi(CH_{2}CH_{2}CH_{2}CH_{3})_{3}+\ HX{\xrightarrow {AlX_{3}}}} }{\displaystyle \mathrm {\ XSi(CH_{2}CH_{2}CH_{2}CH_{3})_{3}+\ H_{2}\ \ \ X=Cl,Br,I} }